# Сава (Чаловский)
Епископ Сава (в миру Сергей Иванович Чаловский; род. 25 мая 1961, Лениногорск, Восточно-Казахстанская область, Казахская ССР) — архиерей Русской православной старообрядческой церкви, епископ Казахстанский.

## Биография
Родился 25 мая 1961 года в городе Лениногорске (ныне Риддер) Восточно-Казахстанской области Казахской ССР. В 1965 году семья Чаловских переехала в Усть-Каменогорск. Его родители работали на заводе: отец — монтажником, мать — крановщицей..
В 1976 году окончил среднюю школу и поступил в строительный техникум. По завершении обучения в 1980 году два года проходил срочную военную службу в Белоруссии.
По возвращении в Усть-Каменогорск некоторое время работал водителем в автоколонне. В 1983 году работал на Ульбинском металлургическом заводе слесарем по ремонту оборудования. Проработал там двадцать семь лет.
Познакомился со старообрядческим священником иереем Глебом Казаченко, после чего в 1993 году принял крещение. После этого был усердным прихожанином в Покровском старообрядческом храме Усть-Каменогорска, где исполнял церковное служение на клиросе.
В 1998 году в Москве митрополитом Алимпием (Гусевым) был рукоположен во стихарные чтецы.
13 сентября 2007 года участвовал в молебне в строящемся Покровском храме в Барнауле, который совершил митрополит Корнилий (Титов).
В 2008 году епископом Новосибирским и всея Сибири Силуяном (Килиным), к ведению которого относились приходы в Казахстане и Средней Азии, в Усть-Каменогорске рукоположил его в сан диакона ко храму Покрова Богородицы в Усть-Каменогорске. Помогал в служении настоятелю храма иерею Глебу Казаченко.
19 сентября 2010 года епископом Новосибирским и всея Сибири Силуяном был рукоположен во иерея для служения на приходе в честь Знамения Пресвятыя Богородицы села Бобровка Восточно-Казахстанской области с поручением окормлять приходы Алматы, Бишкека и других населённых пунктов Среднеазиатского региона.
После скоропостижной кончины иерея Глеба Казаченко 11 мая 2014 года стал исполнять обязанности настоятеля Покровского храма. Кроме того, духовно окормлял приходы Риддера, Алматы, Бишкека, а также некоторые другие общины и приходы Среднеазиатского региона.
Прошедший 21—23 октября 2014 года в Москве Освященный собор постановил «представить на утверждение Архиерейского Собора кандидатуру иерея Сергия Чаловского».
Состоявшийся 29—30 апреля 2015 года Совет митрополии РПСЦ постановил «Для рассмотрения вопроса о кандидатах в архиереи пригласить иерея Сергия Чаловского <…> на Освященный Собор 2015 г». Состоявшийся 2—3 сентября 2015 года Совет Митрополии РПСЦ постановил «совершить пострижение в священноиноки протоиерея Геннадия Коробейникова и иерея Сергия Чаловского».
19 сентября 2015 года в Томске епископом Новосибирским и всея Сибири Силуяном (Килиным) был пострижен в иноки с именем Сава.
Освященный собор 21—23 октября 2015 года поручил представить на утверждение Архиерейского Собора кандидатуру священноинока Савы (Чаловского). Архиерейский собор утвердил священноинока Саву кандидатом для рукоположения в епископы.
19 октября 2016 года на Освященном Соборе, был избран для рукоположения в сан епископа Казахстанского.
23 октября 2016 года в Покровском кафедральном соборе на Рогожском кладбище состоялась его епископская хиротония, которую совершили: митрополит Московский и всея Руси Корнилий (Титов), епископ Донской и Кавказский Зосима (Еремеев), епископ Кишинёвский и всея Молдавии Евмений (Михеев), епископ Иркутско-Забайкальский Патермуфий (Артемихин), епископ Казанско-Вятский Евфимий (Дубинов), епископ Томский Григорий (Коробейников). После хиротонии направился в Новосибирск для прохождения стажировки в епископском сане, чтобы на практике освоить особенности архиерейской службы.
Решением Совета митрополии от 22–23 февраля 2022 года ему было поручено временное окормление Новосибирской и всея Сибири епархии.